# Garin Mama
Garin Mama ist ein Dorf im Arrondissement Zinder I der Stadt Zinder in Niger.

## Geographie
Das von einem traditionellen Ortsvorsteher (chef traditionnel) geleitete Dorf befindet sich östlich des Stadtzentrums im ländlichen Gemeindegebiet von Zinder, der Hauptstadt der gleichnamigen Region Zinder. Zu den Nachbardörfern von Garin Mama zählen Garin Tawaké im Norden und Garin Elh Sidi im Nordosten.
Wie im gesamten Gemeindegebiet von Zinder herrscht das Klima der Sahelzone vor, mit einer durchschnittlichen jährlichen Niederschlagsmenge zwischen 300 und 400 mm.

## Bevölkerung
Bei der Volkszählung 2012 hatte Garin Mama 453 Einwohner, die in 79 Haushalten lebten. Bei der Volkszählung 2001 betrug die Einwohnerzahl 262 in 45 Haushalten und bei der Volkszählung 1988 belief sich die Einwohnerzahl auf 244 in 46 Haushalten.

## Wirtschaft und Infrastruktur
Es gibt eine Schule im Dorf. In Garin Mama ist eine Pfadfindergruppe des nationalen Verbands Association des scouts du Niger aktiv.